# Анатолівська волость
Анатоліївська волость — історична адміністративно-територіальна одиниця Одеського повіту Херсонської губернії.
Станом на 1886 рік складалася з 5 поселень, 5 сільських громад. Населення — 2911 осіб (1507 осіб чоловічої статі та 1404 — жіночої), 532 дворових господарств.
|                     | Площа, десятин | У тому числі орної, дес. |
| ------------------- | -------------- | ------------------------ |
| Сільських громад    | 6254           | 3297                     |
| Приватної власності | 12966          | 8639                     |
| Казенної власності  | —              | —                        |
| Іншої власності     | 155            | 120                      |
| Загалом             | 19375          | 12056                    |

Найбільші поселення волості:
- Анатоліївка (Мала Коблевка) — село при балці Сухій та ставках за 60 верст від повітового міста, 1617 осіб, 228 дворів, православна церква, школа, земська станція, недіючий паровий млин, притулки для робітників, 9 лавок, місцезнаходження судового пристава.
- Адамівка — село при річці Сосик, 272 особи, 56 дворів, лавка.
- Ташине (Грибове) — село при річці Царигол, 805 осіб, 203 двори, православна церква, лавка.